# Irakische Regierung 2005

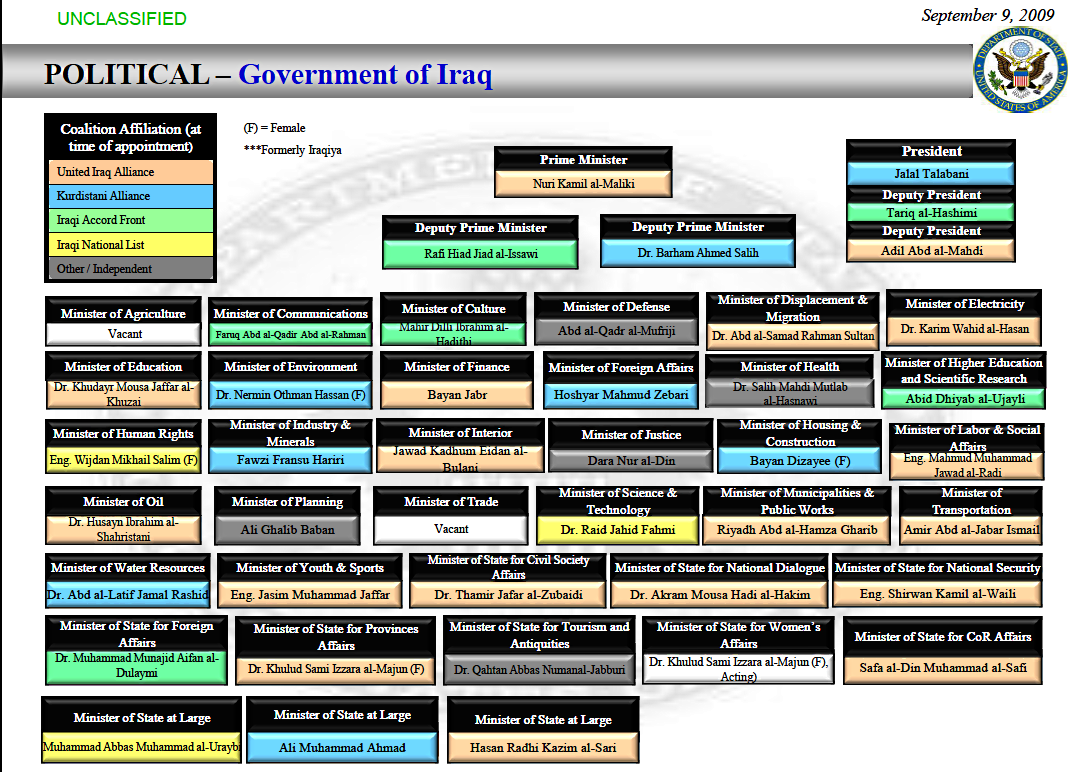
Staatssystem 2009

Nachdem Saddam Hussein und sein nationalistisch-sozialistisches und säkulares Ba'ath-Regime im Irak im Jahre 2003 von den US-geführten Koalitionskräften (zu denen unter anderem noch Großbritannien, Italien, Polen, Japan, Spanien und die Ukraine gehörten) gestürzt worden war, regierte der von dem US-Zivilverwalter Paul Bremer eingesetzte irakische Regierungsrat und ab 1. Juni 2004, dem Tag, der die Besatzungszeit offiziell beendete und einen souveränen Irak wiederherstellte, die irakische Übergangsregierung den Irak. Ministerpräsident des Irak wurde der säkulare Schiit Iyad Allawi, Präsident war der Sunnit und Stammesführer Ghazi al-Yawar.
Am 30. Januar 2005 fanden die ersten freien Wahlen im Irak seit Saddam Husseins Sturz statt. Es wurden 275 Sitze im neuen irakischen Parlament vergeben, mindestens ein Drittel davon musste, laut Übergangsverfassung, an Frauen gehen. Die Wahl war überschattet von Terrorangst und Boykottaufrufen von sunnitischen Geistlichen. Viele Sunniten boykottierten dann auch, wie befürchtet worden war, die Wahl. Dennoch lag die Wahlbeteiligung bei ca. 58 %, da die Schiiten und die Kurden mehrheitlich zur Wahl gingen.
Als Sieger ging mit 48 % der Stimmen die überwiegend schiitische Vereinigte Irakische Allianz (United Iraqi Alliance) hervor, zweitstärkste Kraft wurde die Demokratische Patriotische Allianz Kurdistans, die drittmeisten Stimmen bekam die von Iyad Allawi geführte säkulare Irakische Liste. 
Die UIA und das kurdische Parteienbündnis schlossen eine Regierungskoalition. 
Die neue Nationalversammlung hatte nun die Aufgabe, bis zum 15. August 2005 eine endgültige irakische Verfassung auszuarbeiten, die mit einer Zweidrittelmehrheit der Nationalversammlung bestätigt werden sollte. Am 15. Oktober 2005 stimmte die irakische Bevölkerung in einem Referendum über die neue Verfassung ab.
Am 16. März 2005 tagte die Nationalversammlung zum ersten Mal. Nach langwierigen Verhandlungen nominierte die Nationalversammlung am 4. April einen Parlamentspräsidenten und seine zwei Stellvertreter. Am 6. April wählte die Versammlung einen Präsidenten und zwei Vize-Präsidenten. Dieser Präsidialrat nominierte einen Ministerpräsidenten, der mit seinem (bis dahin unvollständigen) Kabinett am 28. April von der Nationalversammlung bestätigt wurde.

## Parlamentspräsident
| Amt                                   | Name                     | Volksgruppe |
| ------------------------------------- | ------------------------ | ----------- |
| Parlamentspräsident                   | Hadschim al-Hasani       | Sunnit      |
| Stellvertretender Parlamentspräsident | Husain asch-Schahristani | Schiit      |
| Stellvertretender Parlamentspräsident | Arif Taifur              | Kurde       |

Der Parlamentspräsident leitet die Sitzungen und Abstimmungen der Nationalversammlung.

## Präsident
| Amt                         | Name              | Volksgruppe |
| --------------------------- | ----------------- | ----------- |
| Präsident                   | Dschalal Talabani | Kurde       |
| Stellvertretender Präsident | Adil Abd al-Mahdi | Schiit      |
| Stellvertretender Präsident | Ghazi al-Yawar    | Sunnit      |

Der irakische Präsident hat nicht viele Vollmachten, kann jedoch Todeskandidaten begnadigen und ist offiziell der Oberbefehlshaber der irakischen Streitkräfte.

## Kabinett
| Amt                                  | Name                     | Volksgruppe |
| ------------------------------------ | ------------------------ | ----------- |
| Ministerpräsident                    | Ibrahim al-Dschafari     | Schiit      |
| Stellvertretender Ministerpräsident  | Rodsch Nuri Schawais     | Kurde       |
| Stellvertretender Ministerpräsident  | Abid Mutlaq al-Dschiburi | Sunnit      |
| Stellvertretender Ministerpräsident  | Ahmad Tschalabi          | Schiit      |
| Stellvertretende Ministerpräsidentin | Vakant                   | Vakant      |

| Amt                                                          | Name                            | Volksgruppe        |
| ------------------------------------------------------------ | ------------------------------- | ------------------ |
| Innenminister                                                | Bayan Baqir Sulagh              | Turkmene / Schiit  |
| Außenminister                                                | Hoshyar Zebari                  | Kurde              |
| Verteidigungsminister                                        | Saadun ad-Dulaimi               | Sunnit             |
| Ölminister                                                   | Ibrahim Bahr al-Ulum            | Schiit             |
| Elektrizitätsminister                                        | Muhsin Schalasch                | Schiit             |
| Planungs- und Entwicklungsminister                           | Barham Salih                    | Kurde              |
| Finanzminister                                               | Ali Abd al-Amir Allawi          | Schiit             |
| Justizminister                                               | Abd al-Husain Schandal          | Schiit             |
| Minister für Nationale Sicherheit                            | Abd al-Karim al-Anzi            | Schiit             |
| Bildungsminister                                             | Abd al-Falah Hasan              | Schiit             |
| Minister für Höhere Bildung                                  | Sami al-Mudafar                 | Schiit             |
| Menschenrechtsminister                                       | Wijdan Mikhail Salim            | Christin / Assyrer |
| Kommunikationsministerin                                     | Jwan Fu'ad Massum               | Kurdin             |
| Wasserminister                                               | Abd al-Latif Raschid            | Kurde              |
| Handelsminister                                              | Abd al-Basit Karim Mulud        | Kurde              |
| Mineralien- und Industrieminister                            | Usama al-Nudschaifi             | Sunnit             |
| Minister für Angelegenheiten der Provinzen                   | Sa'ad Nayif Mudschim al-Hardan  | Sunnit             |
| Gesundheitsminister                                          | Abd al-Mutalib Muhammad Ali     | Schiit             |
| Ministerin für Gemeindeverwaltung und staatliche Bauvorhaben | Nesrin Berwari                  | Kurdin             |
| Minister für Angelegenheiten der Zivilgesellschaft           | Ala Habib Kazim                 | Schiit             |
| Frauenministerin                                             | Azhar Abd al-Karim al-Schaichli | Sunnitin           |
| Kulturminister                                               | Nuri Farhan ar-Rawi             | Sunnit             |
| Arbeits- und Sozialminister                                  | Idris Hadi                      | Kurde              |
| Wissenschafts- und Technologieministerin                     | Basimah Yusuf Butrus            | Christin           |
| Verkehrsminister                                             | Salam al-Maliki                 | Schiit             |
| Flüchtlingsministerin                                        | Suhaila Abd Dschafar            | Schiitin           |
| Bau- und Hausminister                                        | Dschasim Muhammad Dschafar      | Turkmene / Schiit  |
| Umweltministerin                                             | Narmin Uthman                   | Kurdin             |
| Landwirtschaftsminister                                      | Ali al-Bahadli                  | Schiit             |
| Jugend- und Sportminister                                    | Talib Aziz Zaini                | Turkmene / Schiit  |
| Tourismus- und Archäologieminister                           | Haschim al-Haschimi             | Sunnit             |
| Minister für Angelegenheiten der Nationalversammlung         | Safa ad-Din as-Safi             | Schiit             |

Der Posten eines Vize-Ministerpräsidenten, der angeblich mit einer turkmenischen Frau besetzt werden sollte, und des Menschenrechtsministers, der für einen Sunniten vorgesehen war, wurden nicht besetzt. Eigentlich war der Sunnit Haschim asch-Schibli als Menschenrechtsminister nominiert worden, lehnte das Amt jedoch mit der Begründung ab, er wolle nicht nur wegen seiner Religionszugehörigkeit ernannt werden; zudem sei er vor der Ernennung nicht gefragt worden.
Das damals noch unvollständige irakische Kabinett (es waren noch sieben Posten nicht besetzt) wurde am 3. Mai vereidigt. Das vervollständigte Kabinett wurde am 8. Mai vereidigt.